# Ступак, Юлия Сергеевна
Юлия Сергеевна Ступак (в девичестве — Белорукова; род. 21 января 1995, Сосногорск, Республика Коми) — российская лыжница, олимпийская чемпионка 2022 года в эстафете, двукратный бронзовый призёр Олимпийских игр в Корее в спринте и эстафете, трёхкратный призёр чемпионатов мира. 
Заслуженный мастер спорта России. Капитан Вооружённых Сил РФ (2022). 
Родилась Юлия Сергеевна Белорукова в 1995 году в Республике Коми. Детство и юность будущей звезды лыжных трасс прошло в административном центре Сосногорск.

## Спортивная карьера

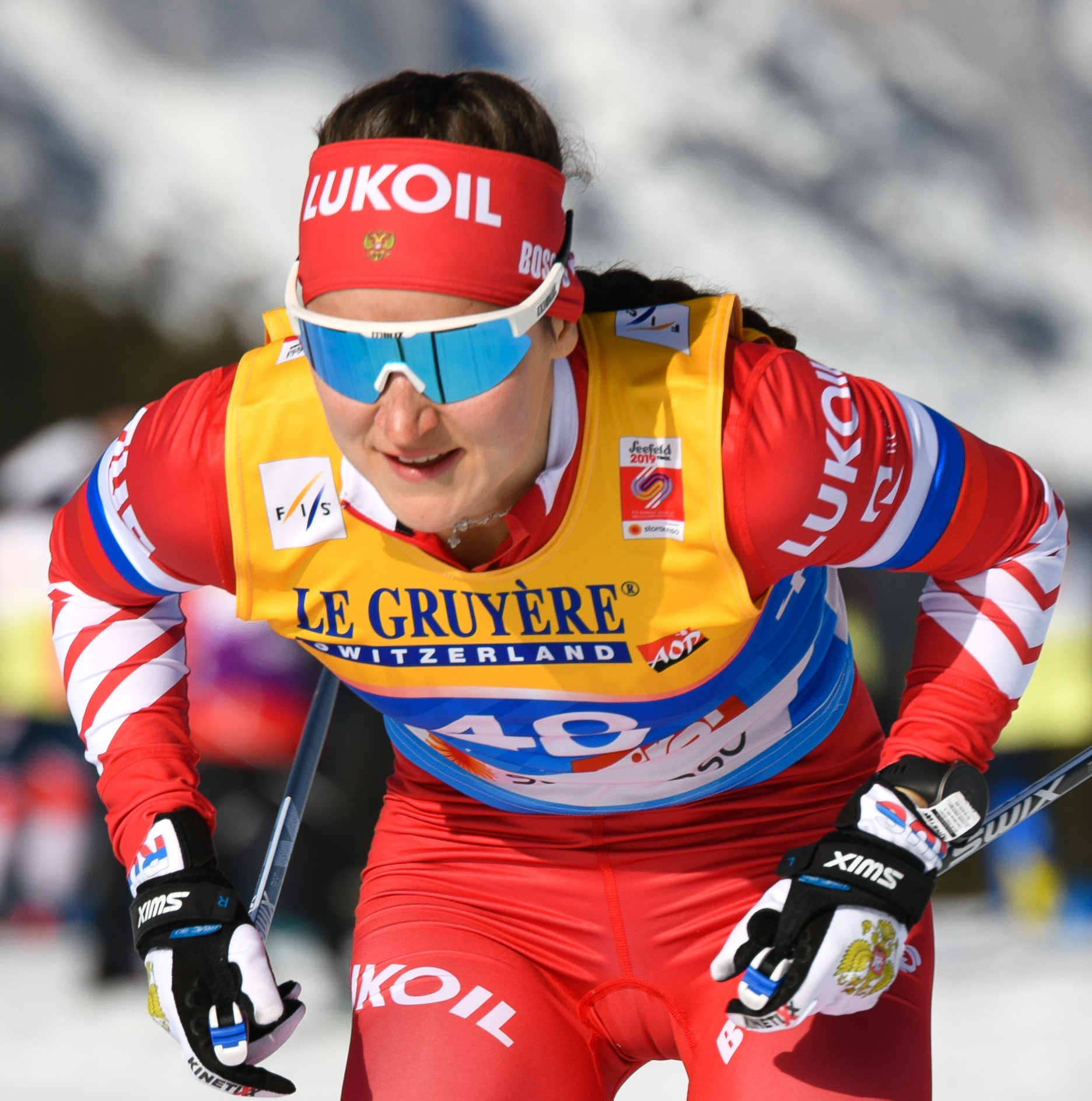
Белорукова в 2019 году

В лыжный спорт Юлия Белорукова пришла в десять лет. Тренер Александр Ветров: «В 2005 году Юлия ничем не отличалась от своих сверстниц».
В сезоне 2013/2014 Юлия впервые приняла участие в юниорском чемпионате мира в Валь-ди-Фьемме, где завоевала бронзовую медаль в личном спринте свободным стилем и серебряную медаль в эстафете. В этом же сезоне 1 марта 2014 года Белорукова дебютировала во взрослом Кубке мира в спринте. На чемпионате России 2014 года Юлия стала серебряным призёром в спринте.
В сезоне 2014/2015 на чемпионате мира среди юниоров в Алма-Ате Юлия вновь завоевала две серебряные медали (в личном спринте и в эстафете).
В сезоне 2015/2016 Белорукова уже регулярно участвовала в гонках на Кубок мира (в основном, в спринте), но выше 14-го места не поднималась. На финише сезона Юлия заняла 3-е место на чемпионате России в спринте.
В сезоне 2016/2017 Юлия Белорукова вместе с Натальей Матвеевой одержала первую победу в Кубке мира в командном спринте, а уже 26 февраля 2017 года вместе с той же Матвеевой она завоевала серебро в командном спринте на чемпионате мира в финском городе Лахти.
13 февраля 2018 года Белорукова завоевала бронзовую медаль на Олимпийских играх  в Пхёнчхане в спринтерских гонках классическим стилем. В эстафете 4х5 км Белорукова вместе с Натальей Непряевой, Анастасией Седовой и Анной Нечаевской завоевала бронзовую медаль.
На чемпионате мира 2019 года в Зефельде завоевала бронзу в эстафете (Юлия бежала на первом этапе классическим стилем), а также стала четвёртой в командном спринте классическим стилем (вместе с Натальей Непряевой).

## Семья
Юлия замужем за лыжником Никитой Ступаком. Их ребёнок (сын Арсений) родился 7 января 2020 года. Начиная с сезона 2020/21 выступает как Юлия Ступак.

## Результаты

### Олимпийские игры
| Олимпийские игры | Спринт | Командный спринт | 10 км раздельный старт | 7,5+7,5 км скиатлон | 30 км масс-старт | Эстафета |
| ---------------- | ------ | ---------------- | ---------------------- | ------------------- | ---------------- | -------- |
| 2018 Пхёнчхан    | 3      | 9                | —                      | 18                  | —                | 3        |
| 2022 Пекин       | 13     | 3                | 7                      | 24                  | —                | 1        |

### Чемпионаты мира по лыжным видам спорта
| Чемпионат мира  | Спринт | Командный спринт | 10 км раздельный старт | 7,5+7,5 км скиатлон | 30 км масс-старт | Эстафета |
| --------------- | ------ | ---------------- | ---------------------- | ------------------- | ---------------- | -------- |
| 2017 Лахти      | 10     | 2                | —                      | —                   | —                | 5        |
| 2019 Зефельд    | 18     | 4                | 12                     | —                   | —                | 3        |
| 2021 Оберстдорф | 13     | 4                | 29                     | 11                  | —                | 2        |

### Победы в гонках
На счету Юлии три победы в личных и одна в командных гонках:
| # | Дата           | Место   | Сезон   | Тип                                           | Примечания |
| - | -------------- | ------- | ------- | --------------------------------------------- | ---------- |
| 1 | 15 января 2017 | Тоблах  | 2016/17 | 6 x 1,3 км Командный спринт, свободный стиль  | Кубок мира |
| 2 | 24 ноября 2018 | Рука    | 2018/19 | 1,4 км Спринт, классический стиль             | Кубок мира |
| 3 | 6 января 2021  | Тоблах  | 2020/21 | 10 км Гонка преследования, классический стиль | Кубок мира |
| 4 | 13 марта 2021  | Энгадин | 2020/21 | 10 км Масс-старт, классический стиль          | Кубок мира |

## В кино
Была дублёршей актрисы Ольги Лерман, сыгравшей Елену Вяльбе в художественном фильме «Белый снег».

## Награды
- Орден Дружбы (25 февраля 2022 года) — за высокие спортивные достижения, волю к победе, стойкость и целеустремлённость, проявленные на XXIV Олимпийских зимних играх 2022 года в городе Пекине (Китайская Народная Республика)[8];
- Медаль ордена «За заслуги перед Отечеством» I степени (27 февраля 2018 года) — за высокие спортивные достижения на XXIII Олимпийских зимних играх 2018 года в городе Пхёнчхане, проявленные волю к победе, стойкость и целеустремлённость[9];
- Заслуженный мастер спорта России (2018).